# Schwerzenbach
Schwerzenbach – miejscowość i gmina (Politische Gemeinde) w północnej Szwajcarii, w kantonie Zurych, w okręgu (Bezirk) Uster. Leży nad jeziorem Greifensee.
Gmina została po raz pierwszy wspomniana w dokumentach w 1064 roku jako Swerzenbach.

## Demografia
W Schwerzenbachu mieszkają 5133 osoby (31 grudnia 2022). W 2021 roku 27,3% populacji gminy stanowiły osoby urodzone poza Szwajcarią.
W 2000 roku 84,8% mieszkańców mówiło w języku niemieckim, 3,6% w języku włoskim, a 2,1% w języku albańskim.
Zmiany w liczbie ludności na przestrzeni lat przedstawia poniższy wykres:

## Współpraca
Miejscowość partnerska:
- Aizpute, Łotwa[7]